# عزوبي السالمية (2021)
عزوبي السالمية، مسرحية كويتية أنتجت في عام 2021، وعرضت عبر تطبيق القبس بعد عيد الفطر لعام 1442 هـ فيما ستُعرض لاحقًا على شاشات السينما، وذلك بسبب الإجراءات الاحترازية المتخذة في الكويت لمكافحة جائحة كورونا. المسرحية مقتبسة اسمًا ونصًا من مسرحية عزوبي السالمية إحدى أعمال عبد الحسين عبد الرضا التي عرضت لأوّل مرة في عام 1979، وكانت من بطولته بالاشتراك مع كل من سعاد عبد الله ومحمد المنصور. قُدِمت المسرحية برؤيتها الجديدة في «قالب عصري وبرؤية مختلفة» وفق ما جاء في وصف جريدة القبس، التي تقدمت بإنتاج العمل «تكريمًا للراحل عبد الحسين عبد الرضا، وسعيًا لبث الروح في الحركة المسرحية الكويتية». المسرحية بثوبها الجديد من بطولة هيا عبد السلام وخالد المظفر وفؤاد علي، وإخراج عبد العزيز صفر.

## بطولة
- هيا عبد السلام بدور أميرة.
- خالد المظفر بدور هلال.
- فؤاد علي بدور فايز.

## قصة المسرحية
«هلال حجي رمضان»، يُطلق عليه اسم «عزوبي السالمية»، أي «أعزب السالمية»، والسالمية إحدى المناطق التجارية في الكويت وأكثرها اكتظاظًا بالسكان. هلال شخصية طيبة ولا مبالية وكثير الدين من الناس، مما يؤدي إلى تكاثر الديون عليه ومطاردة الدائنين له. لديه صديق طبيب قريب منه، يُدعى «فايز» وهو على العكس منه، يبحث عن مصلحته الشخصية، ويمثل الشخص المبالي والوصولي. في أحد الأيام، يصادف هلال أميرة أثناء وقوعها في سوق السالمية، وهي فتاة جميلة وغنية، فيقع في حبها وتكمن المفارقة في أنه وقع بحب فتاة سيكتشف بأنها خطيبة صديقه المقرب. وتتوالى الأحداث إلى أن تعجب أميرة بهلال وبشخصيته المعاكسة لشخصية صديقه فتقع في حبه.